# برج گنبد قابوس
برج گنبد قابوس یا گنبد کاووس بنایی تاریخی از دوران زیاریان است که در شهرستان گنبد کاووس، استان گلستان قرار دارد. قابوس بن وشمگیر، چهارمین امیر زیاری، در سال ۳۹۷ هجری قمری (برابر با سال ۳۷۵ خورشیدی یزدگردی) دستور داد این بنا را بسازند تا پس از مرگش در آنجا دفن گردد. برج قابوس یادگار شهر باستانی جرجان است که در دوران زیاریان از مراکز علمی و هنری منطقه بود ولی پس از حمله مغول نابود شد. برج گنبد قابوس را در چند کیلومتری خارج از شهر جرجان احداث کردند. بعدها، در زمان رضا شاه پهلوی، شهر جدیدی دور این مکان تاریخی شکل گرفت که به نام برج، گنبد کاووس نامیده شد.
برج قابوس یکی از نخستین آثار معماری به شیوه رازی است و در کنار دیگر برج‌های آرامگاهی طبرستان، در یک مجموعه از برج‌هایی قرار می‌گیرد که در دوره حکومت زیاریان و باوندیان ساخته شدند و دارای ویژگی‌های مشابهی هستند. درون برج گنبد قابوس هیچ جسدی دفن نشده‌است؛ با این حال این بنا کاربرد آرامگاهی داشته‌است. برج گنبد بلندترین برج تمام‌آجری جهان به‌شمار می‌آید و ارتفاع ساختمان آن ۵۲ متر از پای برج است و بر روی تپه‌ای به بلندای ۱۵ متر قرار دارد که بخشی از پایه را درون خود جای داده‌است. برج قابوس به شکل یک استوانهٔ دَه‌پر طراحی شده و طرحی ساده دارد. تنها تزئین آن دو کتیبهٔ یکسان به زبان عربی و خط کوفی است که به متنی سجع‌گونه، نام بانی اثر و تاریخ شروع به ساخت بنا را روی آن نوشته‌اند.
برج گنبد قابوس از سال ۱۳۱۰ شمسی با شمارهٔ ۸۶ در فهرست آثار ملی و از سال ۲۰۱۲ میلادی در فهرست میراث جهانی یونسکو ثبت شده‌است.

## زمینه‌ها
رشته‌کوه البرز باعث شده که نواحی طبرستان و گیلان نسبت به فلات ایران، هم از نظر آب و هوایی متفاوت باشند و هم مانعی در برابر نفوذ نیروهای نظامی خارجی به نواحی شمال آن به وجود آید. اینچنین بود که نواحی مذکور چند قرن پس از حمله اعراب به ایران، همچنان مقاومت می‌کردند. برج قابوس در قرن یازدهم میلادی، زمانی که مردم این سرزمین رفته‌رفته از آیین مزدیسنا به اسلام می‌گرویدند، ساخته شده‌است. همان‌طور که از کتیبهٔ برج که به نثر سجع نوشته شده پیداست، قابوس بن وشمگیر (چهارمین امیر زیاریان) پیش از مرگ خود دستور احداث این بنا را داده‌است.
در آموزه‌های اسلامی هیچ تزئین خاصی برای محل دفن مردگان انجام نمی‌شد ولی تحت تأثیر فرهنگ‌های پیش از اسلام، اواخر سدهٔ سوم و چهارم هجری، بر مزار چهره‌های مذهبی شیعه و حاکمان نیمه‌مستقل در حاشیه‌های خلافت اسلامی بناهایی ساخته شد. این سازه‌ها به عنوان مقابر دنیوی رواج یافتند و در سده‌های چهارم و پنجم هجری، ابتدا در مصر و آسیای مرکزی، سپس در شمال و شمال‌شرق ایران و آناتولی و سرانجام هند و شمال آفریقا، تعدادشان افزوده شد. برج‌های آرامگاهی با معماری اسلامی، به خصوص آثار امپراتوری سلجوقی، در آسیای مرکزی، ایران و آناتولی به خوبی شناخته‌شده هستند ولی در مقام مقایسه، پژوهش‌های کمتری به برج‌های آرامگاهی شمال ایران پرداخته‌اند. از آنجا که مرگ و مراسم تدفین در ایران باستان به گونه‌ای متفاوت از خاک‌سپاری در اسلام بوده‌است، محققان پیش‌تر هرگونه تأثیر آشکار ایران پیش از اسلام بر معماری آرامگاهی دوران اسلامی را منتفی می‌دانستند. ولی پژوهشگر معاصر، ملانی میکالیدیس، با توجه به مقبره‌های خالی از قبر طبرستان، معتقدست مقبره‌های دوره زیاری و باوندی تحت‌تأثیر آیین باستانی این منطقه چنین ساخته شده‌اند. پیش از این، ساخت مقبره‌هایی مربع شکل در جهان ایرانی پس از اسلام سابقه داشت و نمونهٔ مشهور آن آرامگاه اسماعیل سامانی در بخارا است ولی پیش‌تر آرامگاه‌ها بسیار کوتاه‌تر بود و حالت برج به خود نمی‌گرفت. تفاوت دیگر این است که مقبره‌های طبرستانی دور از شهرها ساخته شده‌اند و خود گنبد قابوس در چند کیلومتری بقایای شهر گرگان کهن قرار داشت و شهر امروزی گنبد کاووس بعدها در پیرامون برج ایجاد گردید. به همین دلیل برج را بر تپه‌ای ساختند تا از شهر بهتر و باشکوه‌تر دیده شود.

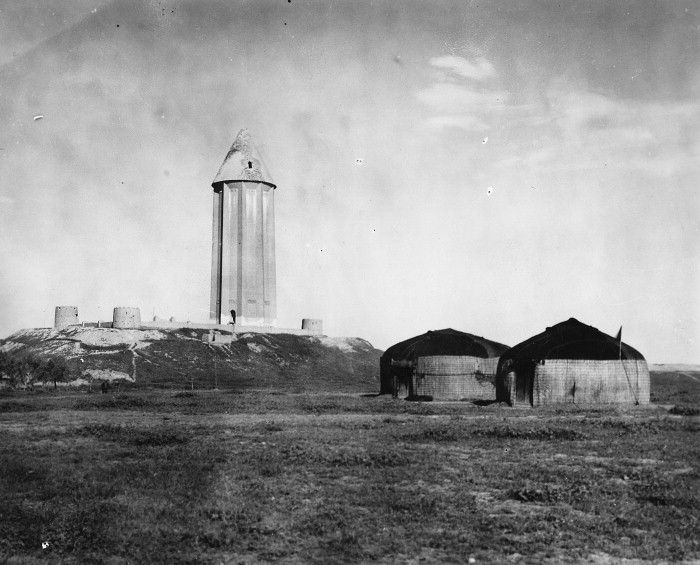
شهر گرگان قدیم روزگاری پایتخت زیاریان و از مراکز علمی و هنری بود که به دست مهاجمان مغول نابود شد و تنها برج قابوس از آن باقی ماند.

برج گنبد قابوس را می‌توان همچون لاجیم، رِسکِت و رادکان، گونه‌ای ساده و معمولی در جرگهٔ برج‌های آرامگاهی استوانه‌ای، که در قرن چهارم هجری در امتداد کرانه‌های دریای مازندران ساخته شدند، دانست. به دلیل انزوای فرهنگی و جغرافیایی باوندیان، آثار به‌جای‌مانده از آنان به‌طور سنتی وارد تاریخ معماری اسلامی نشده‌است و این در حالی است که بناهای این دوره، کلید درک منشأ گونۀ برج‌های مقبره‌ای در معماری اسلامی هستند؛ زیرا این بناها در عصر گذار از معماری پیش از اسلام به معماری سلجوقی هستند. بناهای این مجموعه قالب مشابهی دارند: بلندترین آن‌ها (گنبد قابوس) ۵۱ متر ارتفاع دارد. به‌طور کلی دایره‌ای شکل هستند. یک اتاق تک و کم‌نور درون آن‌هاست و نمای بیرونی می‌تواند استوانه‌ای، چندوجهی یا ستون‌دار باشد. بسیاری از آن‌ها سقف‌های دو پوسته، گنبدهای مخروطی یا گنبد دو پوسته دارند. در نمای بیرونی آجر نقش تزئین دارد و نمای درونی که تاریک است، فاقد تزئین است. بر این مقبره‌ها کتیبه‌هایی نوشته می‌شد که نشان می‌دهد بیشتر به دو خاندان باوندیان و زیاریان تعلق دارند. کتیبه‌ها دارای متون عربی و گاه پهلوی هستند و تاریخ هم به گاه‌شماری هجری قمری و هم گاه‌شماری سنتی ایران ذکر شده‌است. همچنین بسیاری از این نوع بناها دارای آیات قرآن هستند که مناسب با کاربرد آرامگاهی آن‌هاست و می‌تواند گذرا بودن زندگی را یادآوری کند.
اگرچه شکی نیست که این برج‌ها کارکرد آرامگاهی داشته‌اند، اما در هیچ‌یک از آن‌ها بقایای جسد کشف نشده‌است. مقبره‌های دورهٔ سلجوقیان که متأخرتر هستند، معمولاً دخمه‌هایی دارند که اجساد مومیایی شده در آنجا کشف می‌شود ولی برج‌های طبرستانی فاقد چنین دخمه‌هایی هستند.
گنبد قابوس را معمولاً کهن‌الگوی برج‌های آرامگاهی می‌دانند و بحث‌برانگیزترین نمونه در میان آرامگاه‌های شمال ایران است.
برج قابوس از تنها شواهد باقی‌مانده از شهر باستانی گرگان (یا جرجان) است که زمانی از مراکز هنر و علم در منطقه بود و طی حمله مغول به ایران در سده‌های ۱۴ و ۱۵ میلادی، تخریب شد. بقایای شهر کهن گرگان در فاصلهٔ حدوداً سه کیلومتری بنای برج قابوس واقع است. شهر گنبد کاووس امروزی بعدها در پیرامون برج ساخته شده‌است و نام خود را از این بنا گرفت.

## معماری

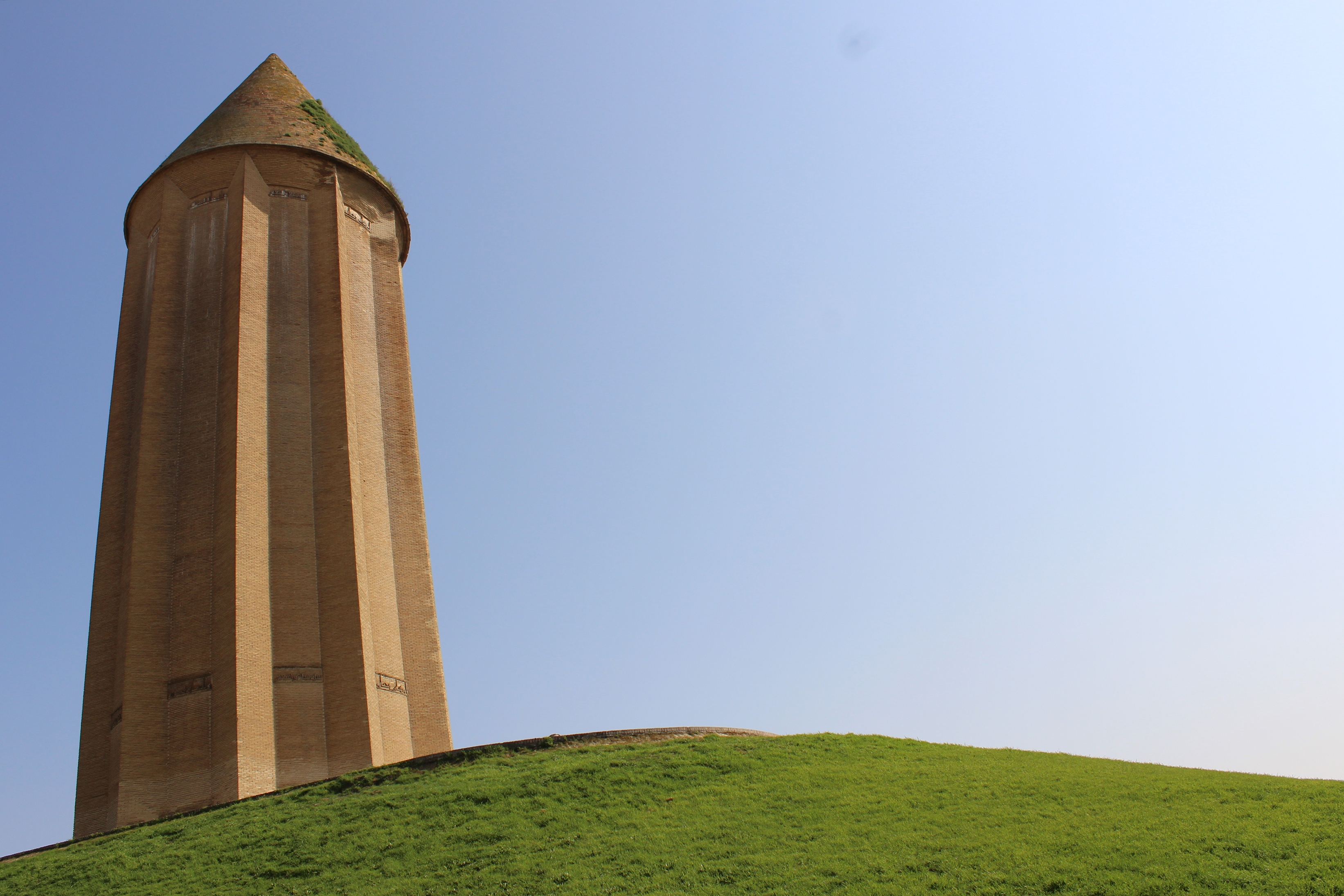
ریچارد اتینگهاوزن می‌گوید: «در سراسر جهان اسلام هزاران مقبره برپاست. جالب‌ترین مقبره در میان بناهای قدیم از آن سلطان زیاری، شمس المعالی قابوس بن وشمگیر است.»

برج گنبد قابوس بلندترین برج تمام‌آجری جهان است. ریچارد اتینگهاوزن، مورخ هنر اسلامی، آن را جالب‌ترین مقبره در میان بناهای قدیم جهان اسلام می‌داند. به گفتهٔ اولگ گرابر، این مقبره به‌وضوح در ردهٔ معماری سکولار (غیرمذهبی) قرار می‌گیرد. یونسکو در مقاله‌ای، آن را نشانگر تبادل فرهنگی در معماری عشایر آسیای مرکزی و تمدن ایران باستان معرفی کرده‌است و می‌گوید این نمونه‌ای برجسته و نوآورانه از معماری اسلامی است که بر ساختمان‌های مقدس در ایران، آناتولی و آسیای مرکزی تأثیر گذاشته‌است. همچنین برج گنبد قابوس را گواهی بر قدرت و برتری تمدن زیاری می‌داند که در قرن‌های دهم و یازدهم میلادی بر بخش عمده‌ای از منطقه تسلط داشتند و ساختار بدیع آن را به پیشرفت‌های جهان اسلام در ریاضیات و علوم در آغاز هزارهٔ نخست میلادی، مرتبط می‌داند.
برج قابوس یکی از نخستین برج‌های آرامگاهی مسلمانان است؛ خاستگاه این گونه از معماری می‌تواند شکل چادرهای صحرانشینان ترک‌تبار آسیای میانه، مناره‌های مساجد، برج‌های دیده‌بانی در چین یا برج‌های آرامگاهی پالمیری بوده باشد. مؤلف کتاب سبک‌شناسی معماری ایرانی، گنبد قابوس را در زمرهٔ «شیوهٔ رازی» قرار می‌دهد. او معتقدست سبک رازی در همین دوران زیاری آغاز شد و در شمال ایران شکل گرفت و در دوره‌های بعدی توسعه یافت. برج گنبد قابوس یکی از نخستین برج‌های آرامگاهی در معماری اسلامی است که خود از مقبره‌های مشابه باوندیان الهام گرفته‌است؛ اصلاً مادر قابوس بن وشمگیر، فرمانروایی که برج منسوب به اوست، از خاندان باوندیان بود. پس از گنبد قابوس، معماران در دوره‌های بعدی سلجوقیان، ایلخانان و ملوک‌الطوایف آناتولی از این سبک الهام گرفتند. دانشنامه بریتانیکا برج گنبد را نخستین «تربت» از گونه معماری سلجوقی می‌داند.
اغلب برج‌های آرامگاهی طبرستان در کوهستان و دامنهٔ تپه‌ها بنا شده‌اند و گنبد قابوس که در میانهٔ دشت واقع شده، یک استثناء است.
مهم‌ترین نقطهٔ تمایز برج قابوس، ارتفاع فوق‌العادهٔ آن است؛ بلندی آن با احتساب گنبد به ۵۲ متر می‌رسد که تقریباً سه برابر قطر بناست. این ارتفاع با توجه به جایگاه برج که بر بالای تپه‌ای مصنوعی بنا شده، ۱۰ متر افزایش می‌یابد. برج قابوس بر دشت اطراف تسلط دارد و می‌توان آن را از فاصلهٔ ۳۰ کیلومتری دید. بنا بر نقلی از یک کمیسر روس، به نام پزلاوسکی، روس‌ها در سال ۱۸۹۹ برای دستیابی به قبر قابوس، در زیرِ زمین و در میان گنبد، چاهی به عمق ۱۰ متر کندند ولی تا آن عمق نیز چیدمان آجرها ادامه داشت. بار دیگر، حدود چهل سال بعد، در سال ۱۳۱۷ شمسی، حفاران به طول ۱۴ ذرع پایین رفتند ولی از یافتن آرامگاه قابوس مأیوس شده و مجدداً چاه را پُر کردند.

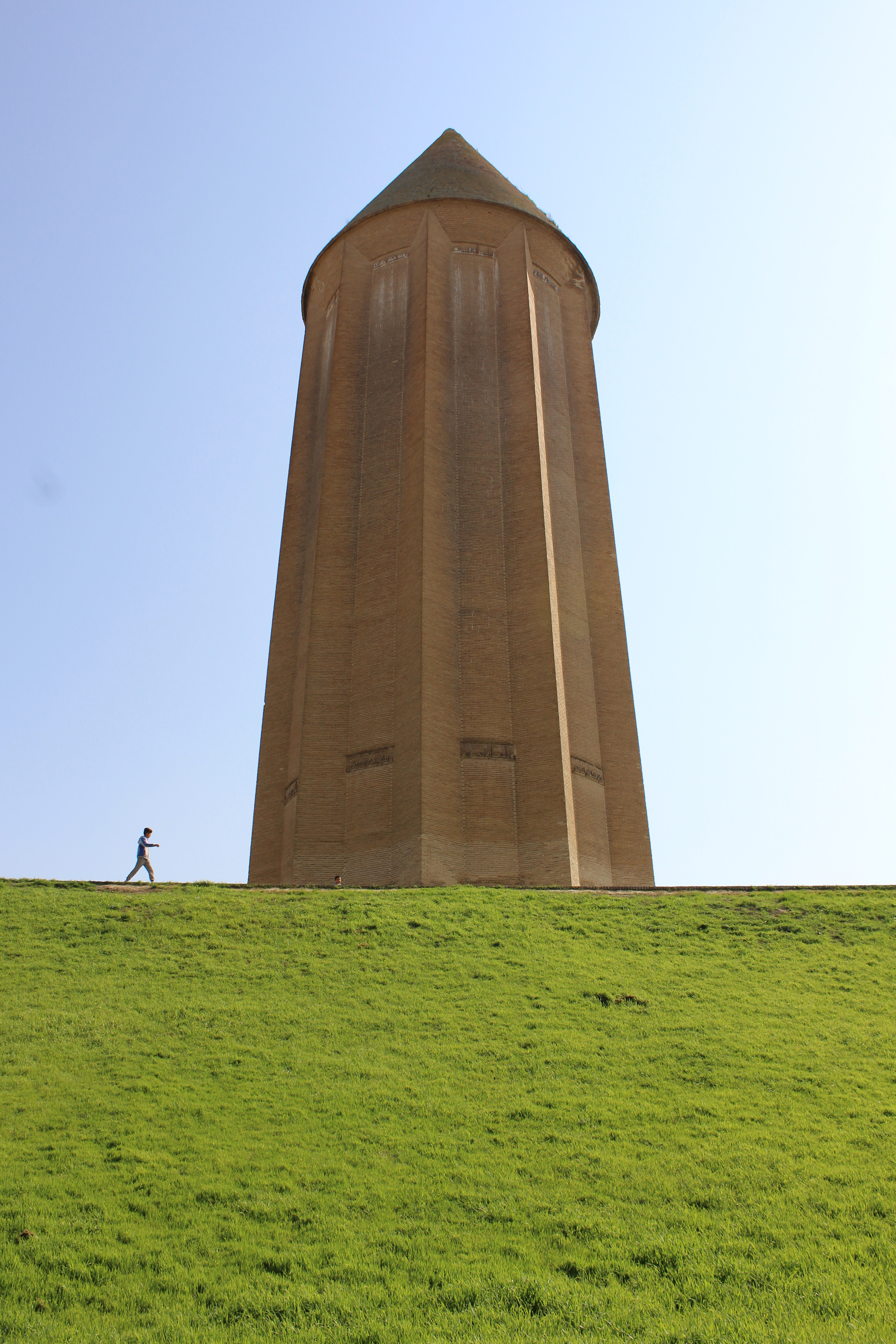
۵۲ متر از برج روی تپه و حدود ۱۰ متر آن درون تپهٔ مصنوعی است.

بنای این سازه را می‌توان به سه بخش شالوده یا پی آجری، ساقه یا بدنه و پوشش مخروطی گنبدی تقسیم نمود.
از آنجا که ساخت چنین بنایی بر تپه‌ای مصنوعی مناسب نبود، شالودهٔ بنا را با هزینه و تلاش بسیار، بر زمین سخت قرار دادند. این شالوده یا پی که قطر بالای آن ۱۷٫۰۸ متر است، تماماً با آجر ساخته شده و بر اساس پژوهشی که در مجاورت برج ترانشه زدند، مشخص شد که تا عمق ۹٫۸ متری زیر زمین نیز ادامه پیدا می‌کند که هر چه پایین‌تر می‌رود، قطر و ضخامت آن بیشتر می‌شود. در عمق ۶٫۸ متری و ۸٫۸ متری زیر زمین، بیرون‌زدگی‌هایی دارد که یحتمل برای کنترل و اصلاح شیب بدنه یا مقابله با نشست بنا طراحی شده‌است. تنها حدود ۱٫۴۵ متر از شالوده بالاتر از سطح زمین است و با انحنایی مناسب، آن را پره‌ها و ساقه‌های استوانه‌ای میل پیوند زده‌اند.
قسمت ساقه که مدور و استوانه‌ای است، دارای دَه پره مثلثی و به ارتفاع ۳۷ متر ساخته شده و از پایه‌ای که بر شالوده استوار است تا قرنیز زیر گنبد ادامه دارد. قطر داخلی برج در پایین این قسمت ۹٫۶۷ متر و قطر خارجیش ۱۴٫۶۳ متر است. پره‌ها علاوه بر تزئین، موجب استحکام بیشتر بنا هم می‌شوند. قطر ساقه نیز با بیشتر شدن ارتفاع، کاسته می‌شود؛ از ۱۷٫۰۶ در پای کار به ۱۴٫۶۶ در قسمت پاکار گنبد می‌رسد.
گنبد بر روی بالای لایه‌ای از قرنیز پیش‌آمده به صورت مخروطی و به ارتفاع ۱۸ متر، بنا شده در یک‌پوسته یا دوپوسته بودن این گنبد اختلاف نظر وجود دارد. به نظر می‌رسد این گنبد به‌صورت یک‌پارچه تراشیده و صیقل داده شده‌است. گمان می‌رود ماندگاریِ بسیار زیادِ این سازه تا اندازه‌ای به‌علت استفاده از آجر پیش‌بُر و ریشه‌دار باشد.
برج از پایین به بالا، به تدریج باریک می‌شود و همچون میل استوانه‌ای با برآمدگی‌هایی پَره‌شکل در نمای بیرونی است. دیوار آن سه متر ضخامت دارد و در نمای بیرونی، ۱۰ پَره به شکل قائم‌الزاویه روی محیط خارجی استوانه قرار گرفته‌اند. به‌گونه‌ای که پلان هندسی به شکل ستاره‌ای دَه‌پر است که از پای بنا تا گنبد مخروطی ادامه دارد. اتینگهاوزن، مورخ آلمانی، این‌ها را «دَه جرز توکار و بامی مخروطی» توصیف کرده‌است.
اولگ گرابر می‌گوید پره‌های مثلثی که به استوانه افزوده شده‌اند، در واقع آن را همانند ستاره کرده‌اند که ترکیبی انتزاعی از خطوط و نواحی یک‌دست نور و سایه دارد. او معتقدست تعادل تقریباً کاملی میان هدف (که نشان دادن شکوه امیر فراتر از مرگ اوست)، فُرم (که برجی استوانه‌ای است که به ستاره بدل شده) و مَتِریال (که آجر است) حاصل شده‌است. گرابر همچنین ارتباط فرم این بنا با مفاهیم کیهانی یا معماری پیش از اسلام را محتمل ولی اثبات‌نشدنی می‌داند.

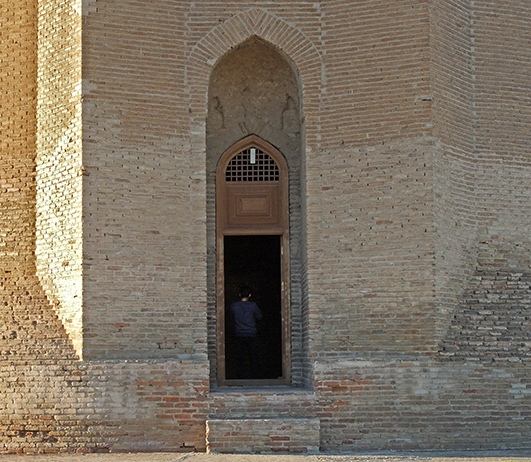
طاق درگاه. شالوده تا کمی بالاتر از پله ادامه دارد و پس از آن به ساقه می‌پیوندد.

سراپای برج با آجرهای باکیفیت و متراکم مربعی‌شکل به اضلاع ۱۸٫۹ تا ۲۰٫۸ و با ضخامت کمابیش ۴٫۷ سانتی‌متر ساخته شده‌است. ابعاد متفاوت آجرها حین رگ‌چین اصلاح شد. متوسط بندها در بدنه ۲ سانتی‌متر و در پایه ۲٫۸ سانتی‌متر است. ملات مورد استفاده از ساروج و ترکیب آهک، ماسه و خاکستر تون حمام است. مقبره تماماً از آجر پختهٔ مرغوب ساخته شده‌است که رنگ زرد کم‌رنگ آن بر اثر نور خورشید، طلایی شده‌است. کیفیت فنی ساخت‌وساز به گونه‌ای بود که با وجود گذشت زمان بسیار، اثرات آب و هوا و حتی گلوله‌باران آن توسط نیروهای نظامی روسیه، همچنان تقریباً سالم مانده‌است.

### درگاه ورودی
یک درگاه ورودی در ضلع جنوب‌شرقی بنا وجود دارد که دارای طاق است و دارای عرض ۱٫۶۰ از بیرون و ۱٫۳۲ متر از داخل و ارتفاع ۵٫۵۵ متر است. کوچک‌بودن درگاه، شکوه و بزرگی بنا را به ذهن متبادر می‌کند. طاق سردر هلالی و گلویی مقرنسی دارد و دارای سکنجی است که از نخستین مراحل شکل‌گیری هنر مقرنس حکایت دارد. همانند دیگر بناهای آرامگاهی منطقه، فضای داخلی بنا ساده و فاقد تزئین است و با گچ به ضخامت ۱ تا ۵ سانتی‌متر اندود شده‌است.

### کتیبه‌ها
تنها تزیین برج، دو نوار کتیبه‌ای آن است که در بالای درگاه و زیر سقف، به دور ساختمان حلقه می‌زند. هر نوار به ده قسمت تقسیم می‌شود که هریک بین جفتی از پره‌های مثلثی قرار گرفته‌است. در متنی که در دو نوار تکرار شده، آمده‌است که امیر قابوس بن وشمگیر این ساختمان را در زمان حیات خود در سال ۳۹۷ قمری (برابر با سال ۳۷۵ خورشیدی) سفارش داد؛ لذا می‌توان ساخت آن را میان سپتامبر ۱۰۰۶ تا اواسط مارس ۱۰۰۷ میلادی در نظر گرفت. این کتیبه نثر سجع و به خط کوفی است که ساده و آجری بوده و خوانا هستند. این دو کتیبه، یکی در ۸ متری پای اثر و دیگری در بالا، زیر گنبد مخروطی، قرار دارند و دور تا دورشان را قابی مستطیلی احاطه می‌کند. دو کتیبه یکسان هستند و به‌صورت قرینه، یکی بالای بدنه و دیگری پایین آن، تکرار شده‌اند.

تصاویر کتیبه‌های کوفی
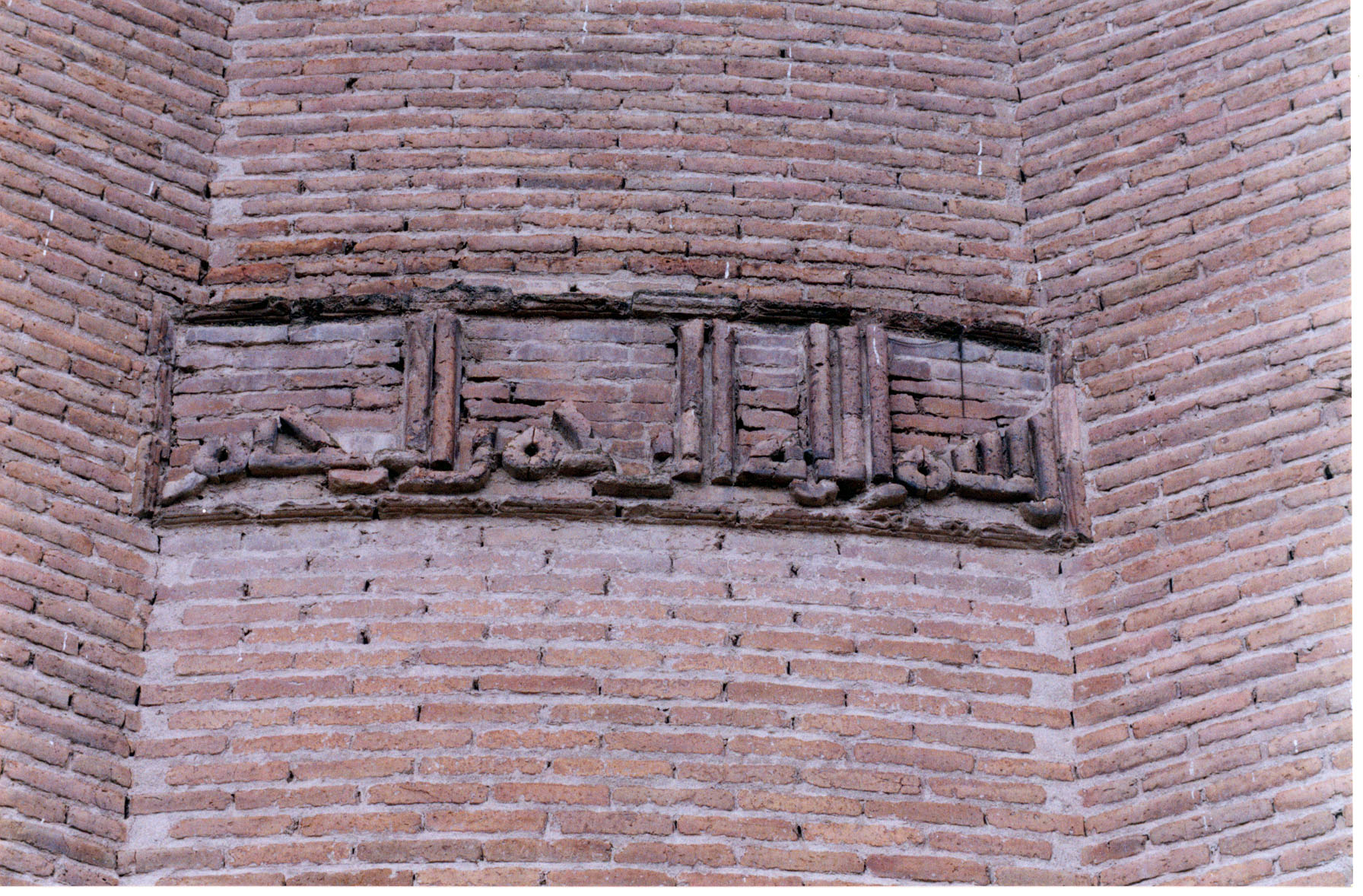
بسم الله الرحمن الرحیم
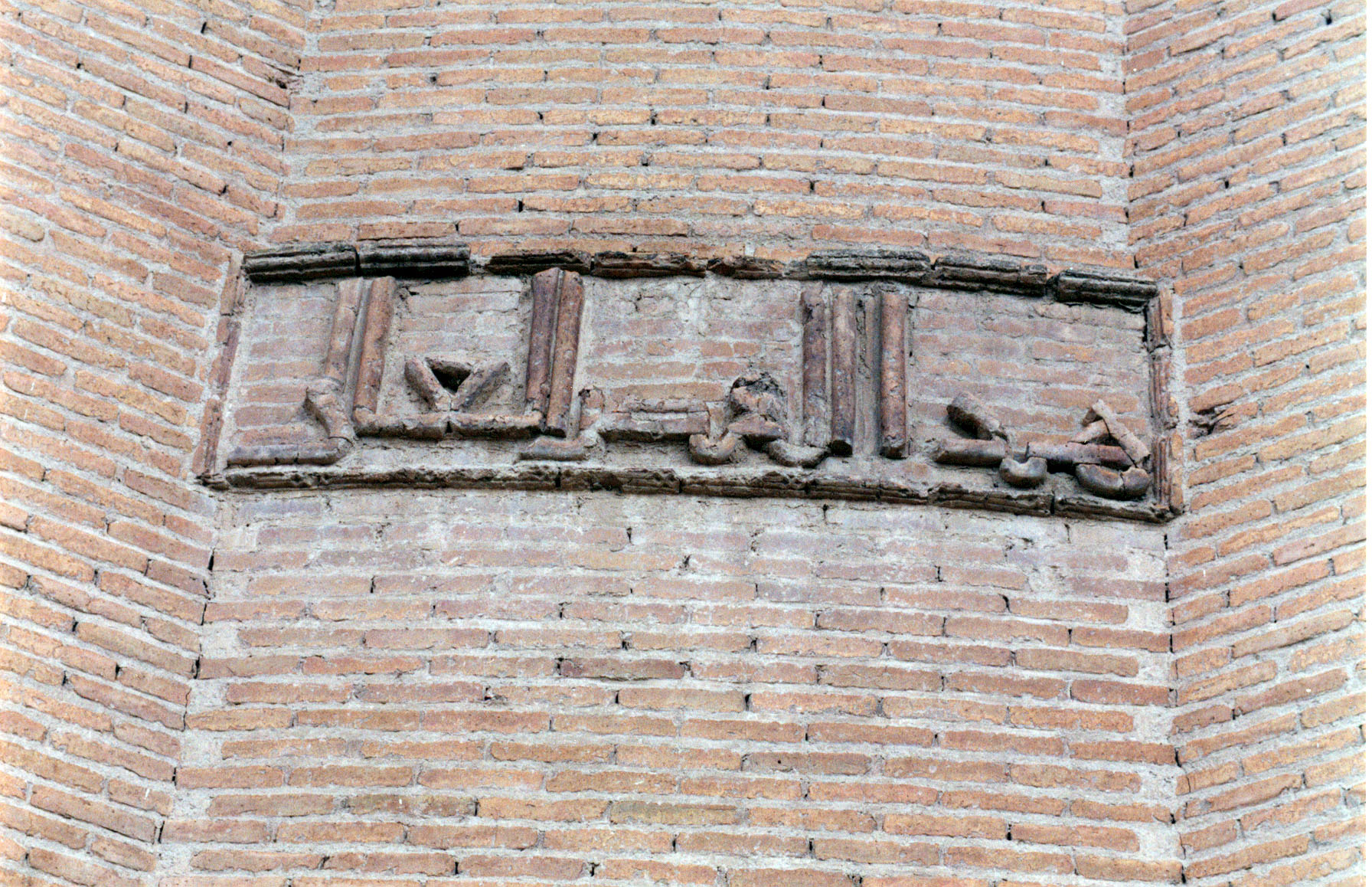
هذ القصر العالی
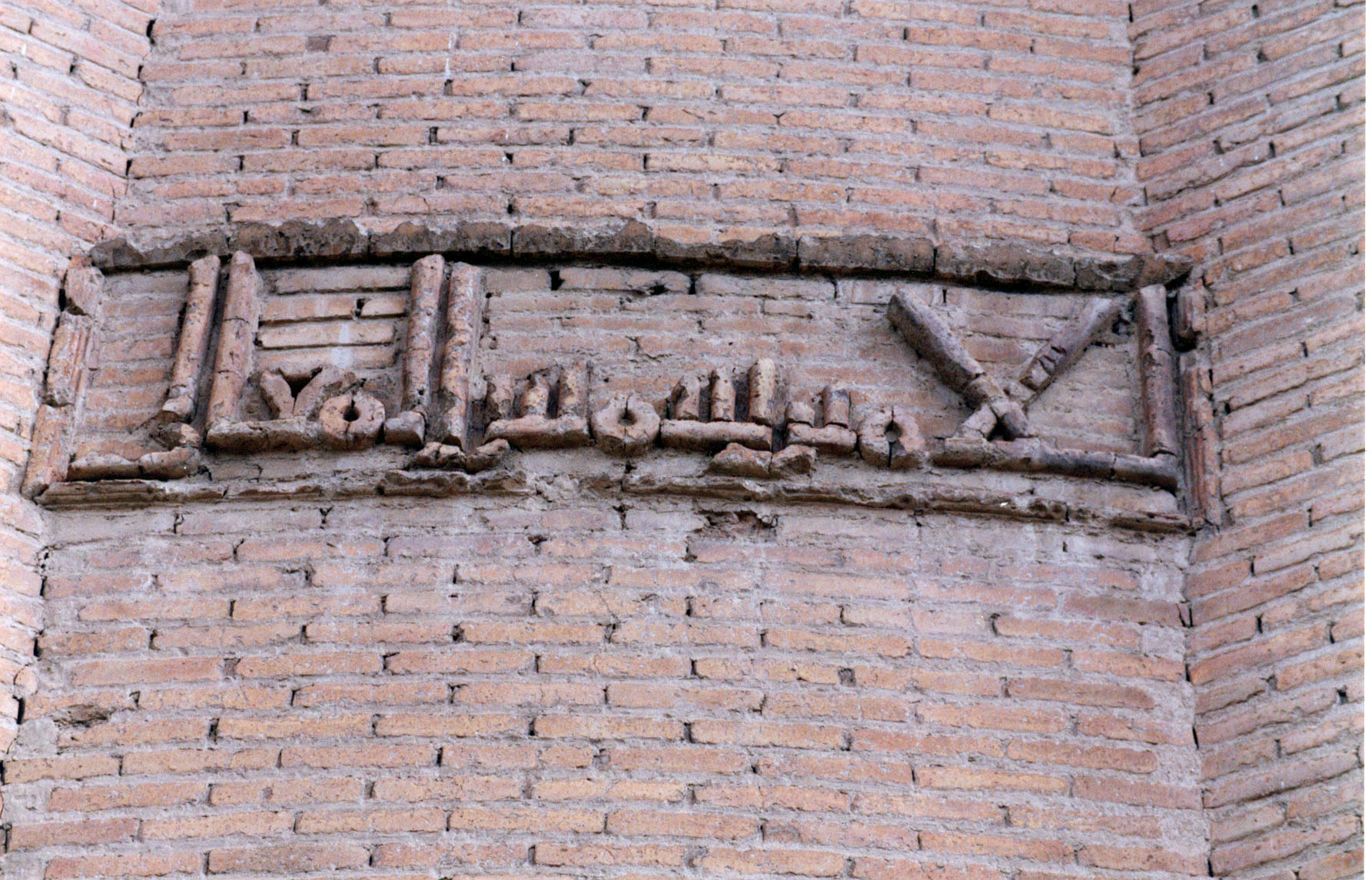
الامیر شمس المعالی

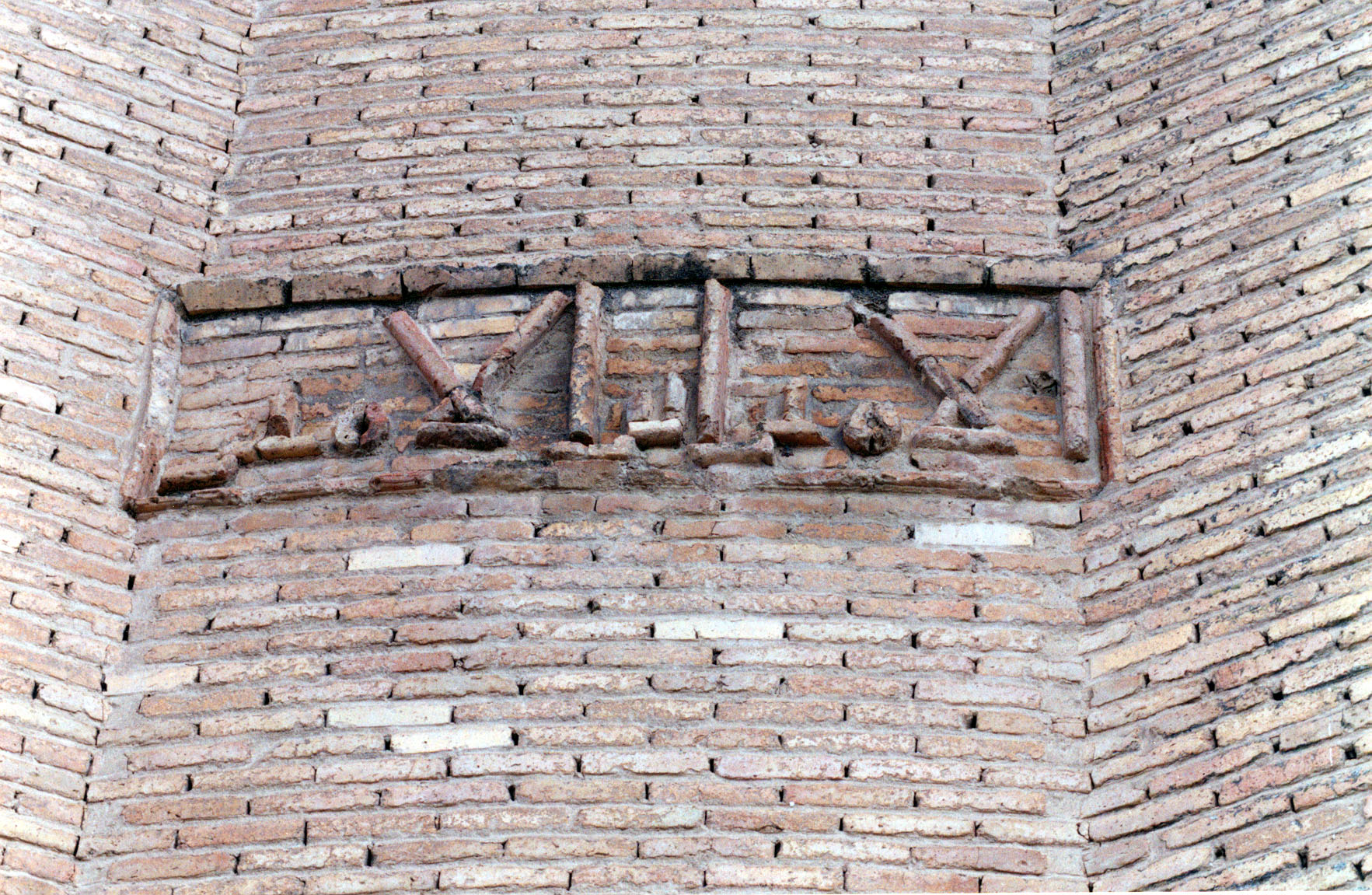
الامیر ابن الامیر
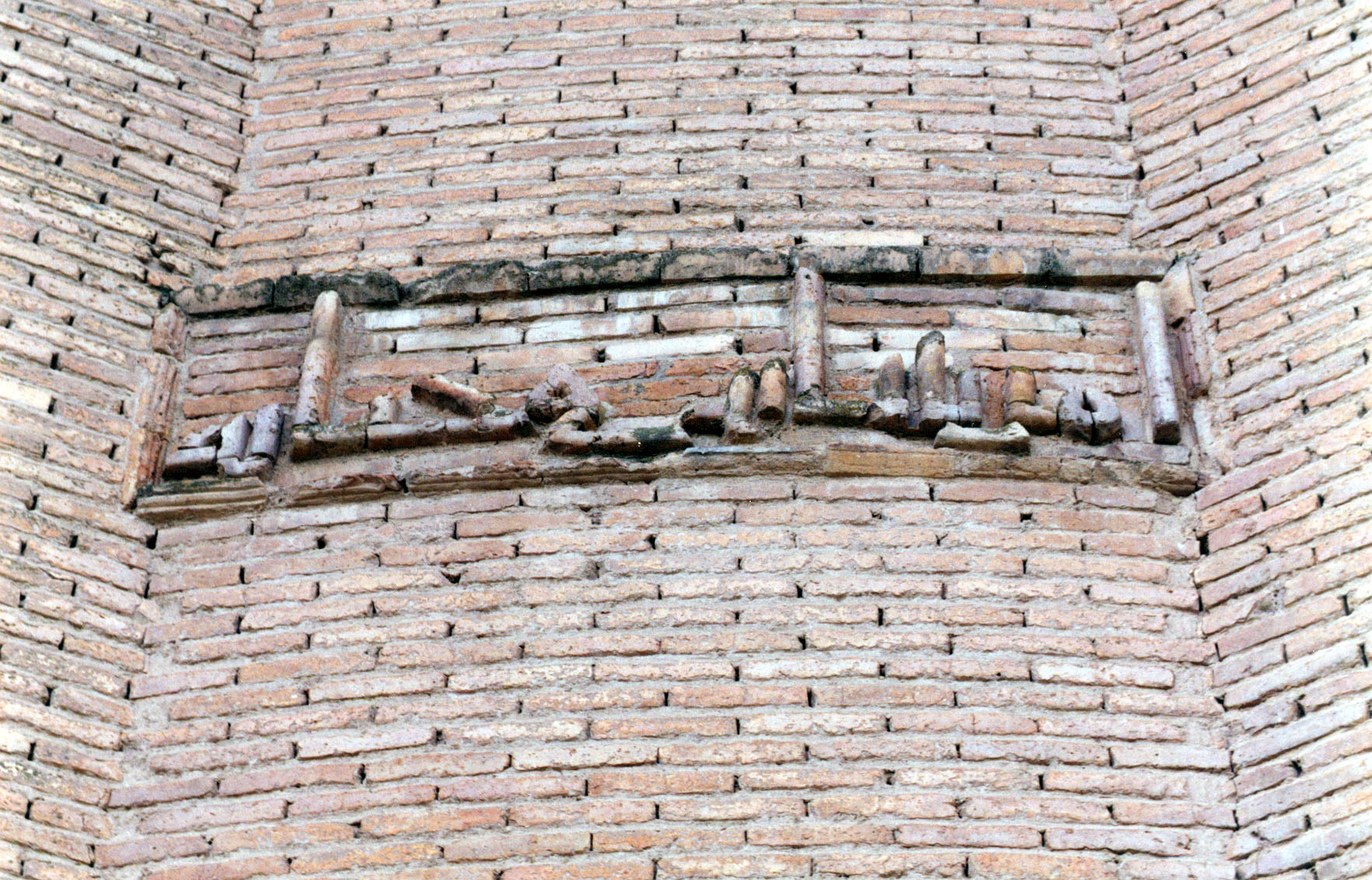
امر ببنائه فی حیاته
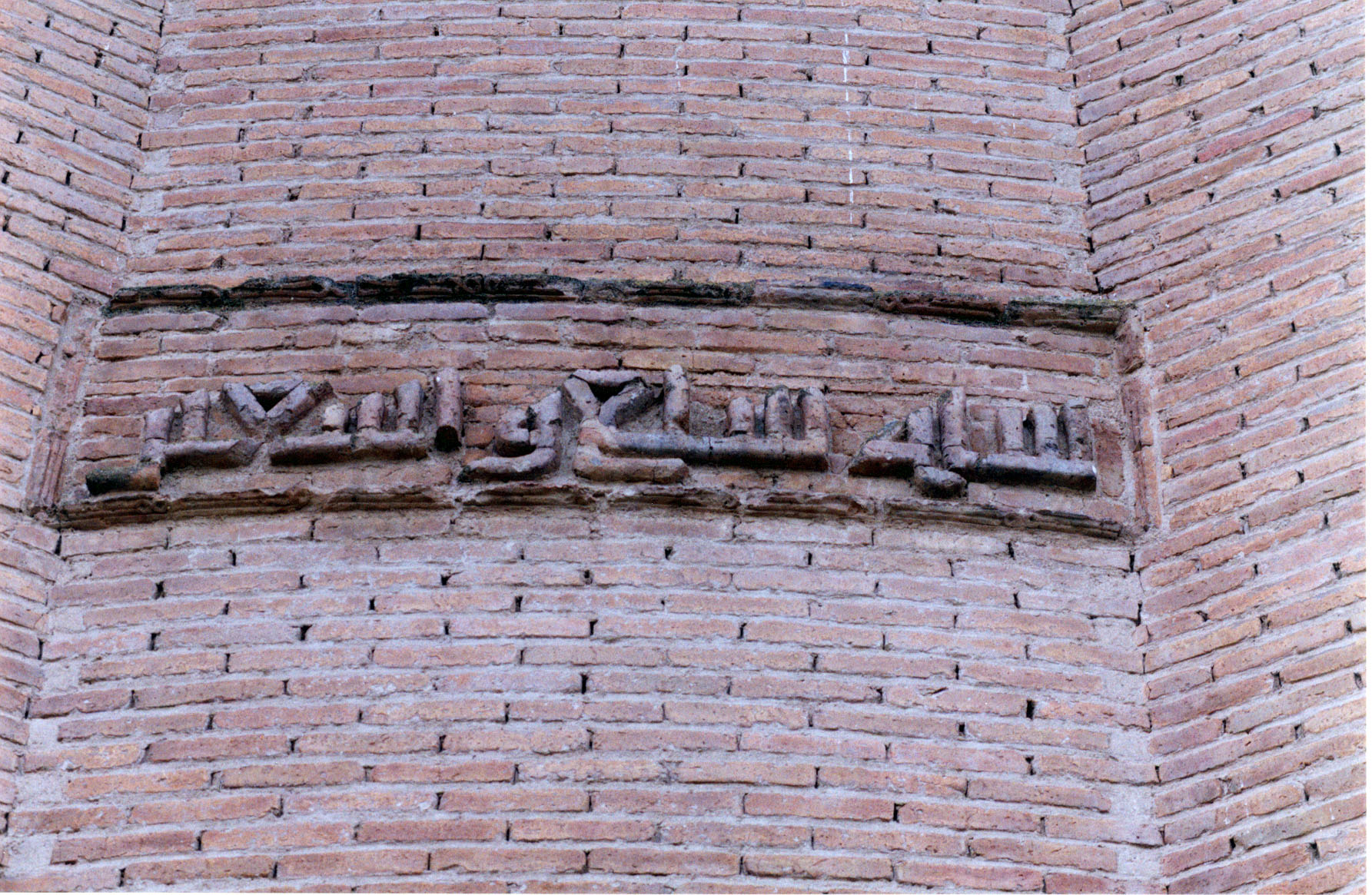
سنة سبع و تسعین

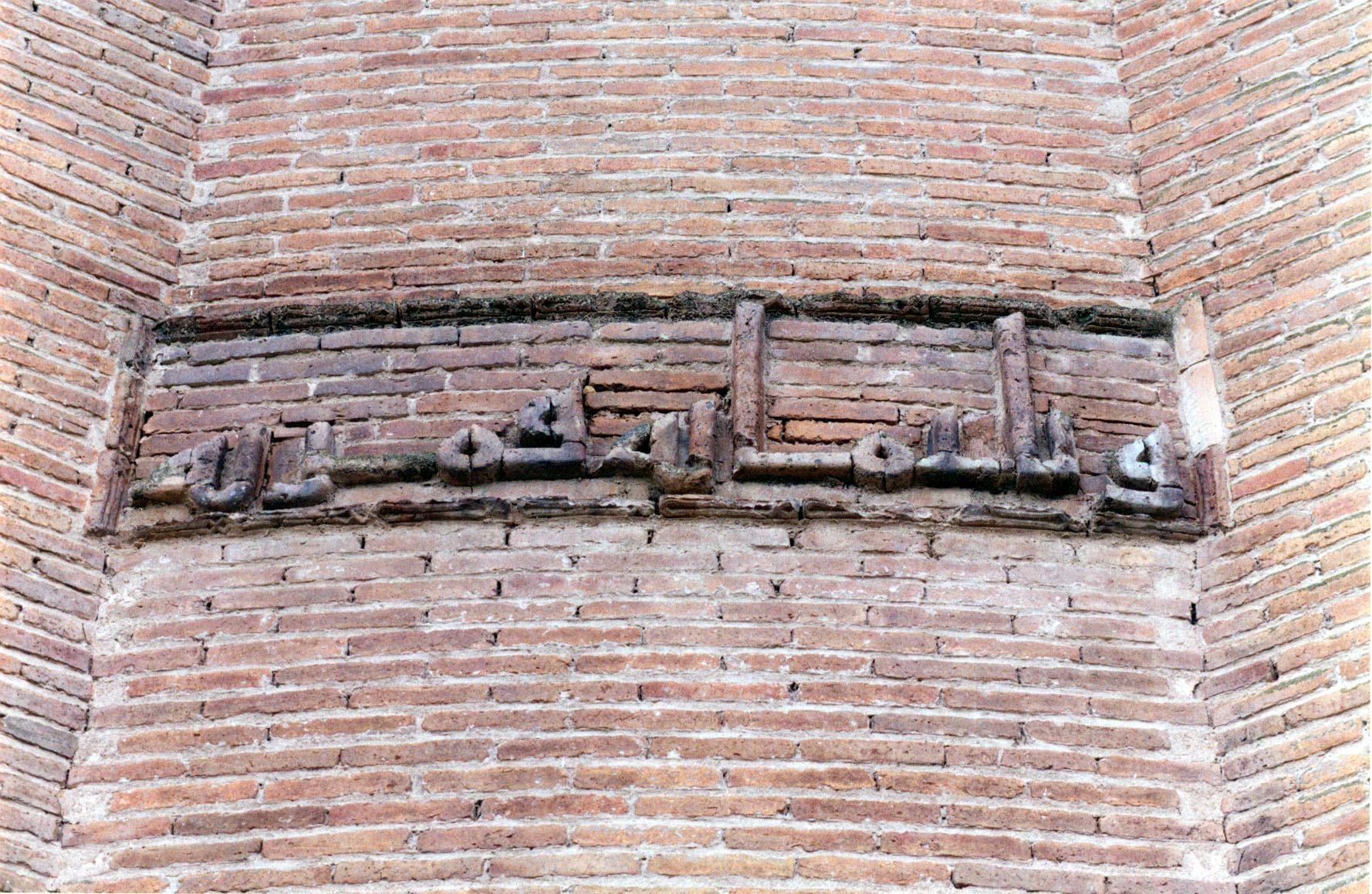
و ثلثمائة قمریة
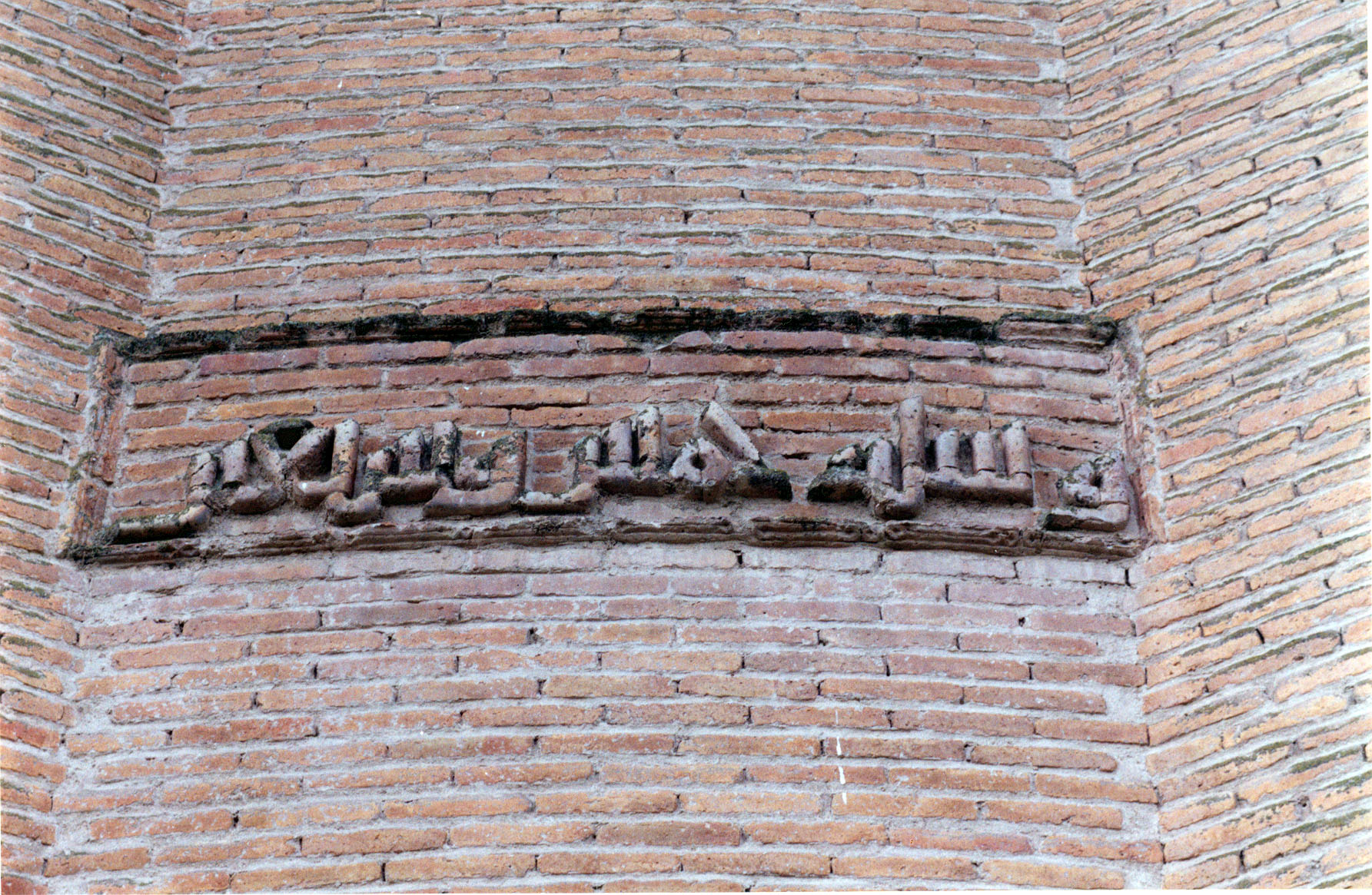
و سنة خمس و سبعین
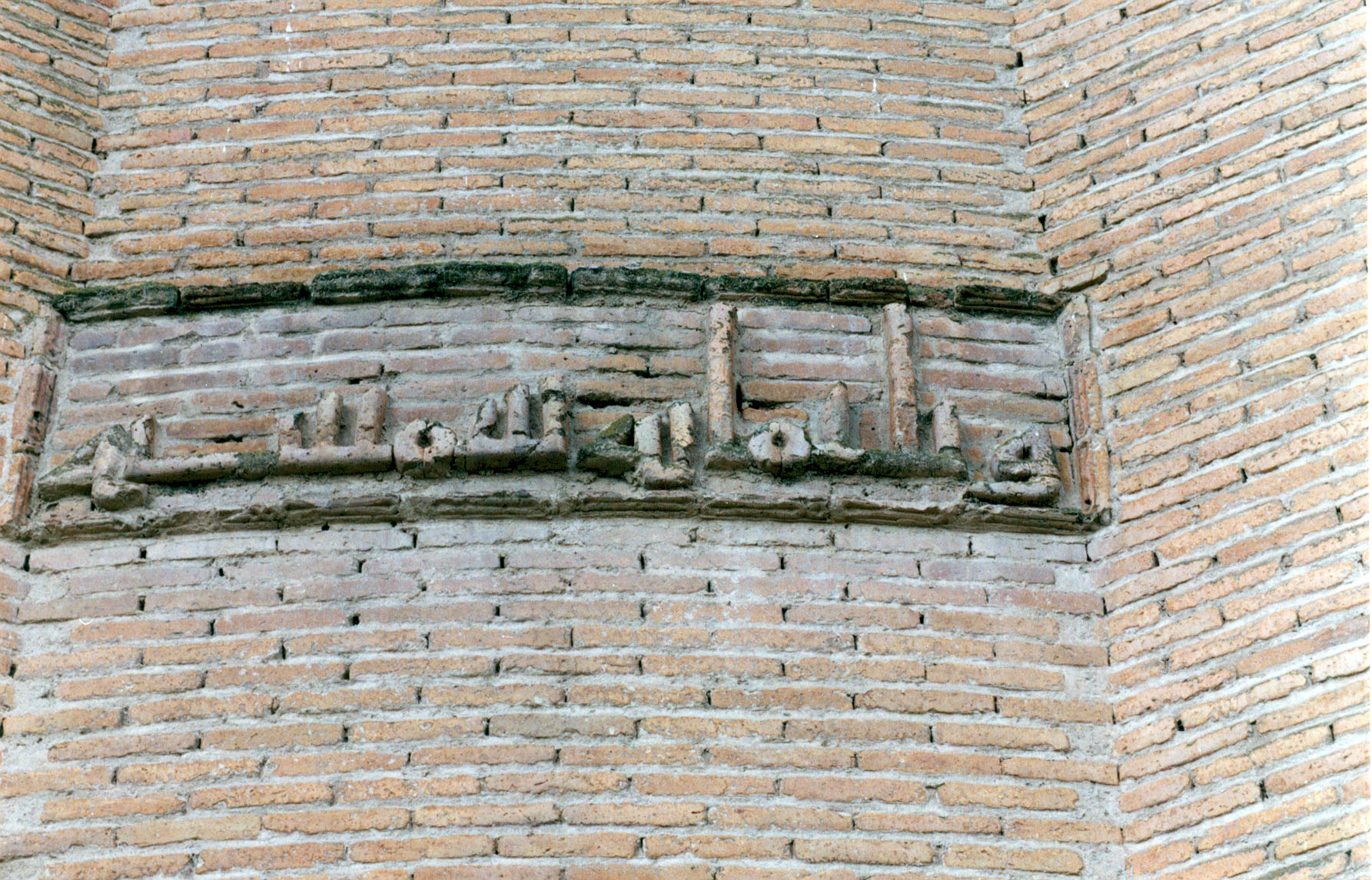
و ثلثمائة شمسیة

متن کتیبه:
بسم الله الرحمن الرحیم * هذا القصر العالی * الامیر شمس‌المعالی * الامیر ابن الامیر * امر ببنائه فی حیاته * سنة سبع و تسعین * و ثلثمائة قمریة * و سنة خمس و سبعین * و ثلثمائة شمسیة
ترجمه:
به نام خداوند بخشندهٔ مهربان * این است کاخ باشکوه * امیر شمس معالی * امیر پسر امیر * فرمان داد به ساخت آن در دوران زندگی‌اش * سال سیصد و نود * و هفت هجری قمری * و سال سیصد و هفتاد * و پنج خورشیدی

میترا مهرآبادی از متن کتیبه سه نکته را استنباط کرده است: نخست، این که از واژۀ «قصر عالی» (به جای «قبر» و نظایر آن) دریافت که این بنا اقلاً در ابتدا، به عنوان آرامگاه قابوس احداث نشد و جزئی از قصری بود که قابوس پس از بازگشت مجدد به حکومت، دستور ساخت آن را داد. مهرآبادی وجود آثار و بقایای پیرامون برج را تأییدی بر این فرض می‌داند. دومین نکته، وجود گاه‌شماری یزدگردی است؛ برخلاف تصور عموم، در اینجا منظور از گاه‌شماری «شمسی» یا خورشیدی، تقویم رایج گاه‌شماری هجری خورشیدی کنونی نیست و مبدأ این تاریخ پادشاهی یزدگرد سوم بوده است. سومین نکته، تأکید متن بر این است که قابوس «در زمان حیاتش» فرمان ساخت این بنا را داده است؛ مهرآبادی این جمله را عجیب انگاشته و نشانه‌ای می‌پندارد که کتیبه پس از مرگ قابوس نصب شده و کلام او نیست، بلکه کلام جانشینان اوست که پس از درگذشت قابوس، قصری که بنا کرده بود را، به عنوان آرامگاه و محل نگهداری تابوت او به کار گرفتند.

### قبر
تاکنون در هیچ قسمتی از برج قبر قابوس کشف نشده است و از این جهت، در آرامگاهی بودن برج تردید هست. در نوشته‌های پیشینیان، از این برج به عنوان مقبرهٔ قابوس یاد شده است. عتبی، که معاصر با قابوس می‌زیست، به کاربرد آرامگاهی برج اشاره دارد و انوری، دو قرن پس از مرگ او چنین سرود:
| ثامن القوم آن یمین سرخس |  | راست چون میل گور قابوسیست |

بنا بر افسانه، جسد قابوس درون تابوتی شیشه‌ای قرار داشت که درون بنای گنبد معلّق بود. در یک نسخهٔ خطی به نام لب التواریخ که در کتابخانه مرکزی آستان قدس رضوی نگهداری می‌شود، آمده است:
صندوق او [قابوس] از آهن ساخته بودند و چهارپاره سنگ مغناطیس، شعبده کرده بودند که آن صندوق در سقف گنبد، معلّق ایستاده. بعد از آن به طمع آنکه ذخیره در آنجا باشد، صندوق را فرو گرفتند. چون بردن به حال او تعذری داشت، در لحد نهادند.
رابرت بایرون در کتاب جاده‌ای به اکسیانا روایت مشابهی دارد و می‌گوید جسد قابوس در تابوتی شیشه‌ای با زنجیر از سقف گنبد آویزان بوده و در حالتی معلق قرار داشت.  همچنین برنهارد دورن در کاسپیا، به نقل از گدار چنین مطلبی را آورده است.
روبن لوی به روایت رابرت بایرون اشاره می‌کند و می‌گوید این افسانه یک روایت تکراری است که در داستان‌های یهودی پیش از این وجود داشت و ربّی (خاخام) بنیامین تطیلی روایت مشابهی دربارهٔ آرامگاه دانیال نبی در شوش تعریف کرده‌است. اما میترا مهرآبادی معتقدست که نمی‌توان به صرف وجود روایت مشابه خاخام،  وجود چنین سابقه‌ای را منکر شد. مهرآبادی می‌گوید: «باشد تا اسناد آینده چه چیز را ثابت کند.»
ملانی میکالیدیس با اشاره به شیوه‌های تدفین مردگان در ایران پیش از اسلام، روایت قرارگیری قابوس در تابوت معلق را دور از ذهن نمی‌داند. او همچنین توضیح می‌دهد که چون اهالی طبرستان در آن زمان تدریجاً تغییر آیین می‌دادند، روش دفع مردگان که به کار بردند، نه با روش سنتی زرتشتیان و نه با روش صحیح اسلامی همخوانی نداشت.
چون در این برج آرامگاهی هیچ مزاری وجود نداشت، برخی منابع قدیمی‌تر حدس زدند که شاید این بنا کارکرد نجومی داشته و به هدف ساخت رصدخانه احداث شده باشد. مجرد در مقاله‌ای معاشرت قابوس با دانشمندانی همچون ابواسحاق صابی و کوشیار گیلانی را از نشانه‌های این امر دانسته بود. شایعات محلی وجود داشت که روس‌ها در دهه ۱۹۰۰ میلادی، به صورت محرمانه راهی به مقبره یافتند ولی شواهد چندانی از این مسئله یافت نشده است.

## وضعیت کنونی

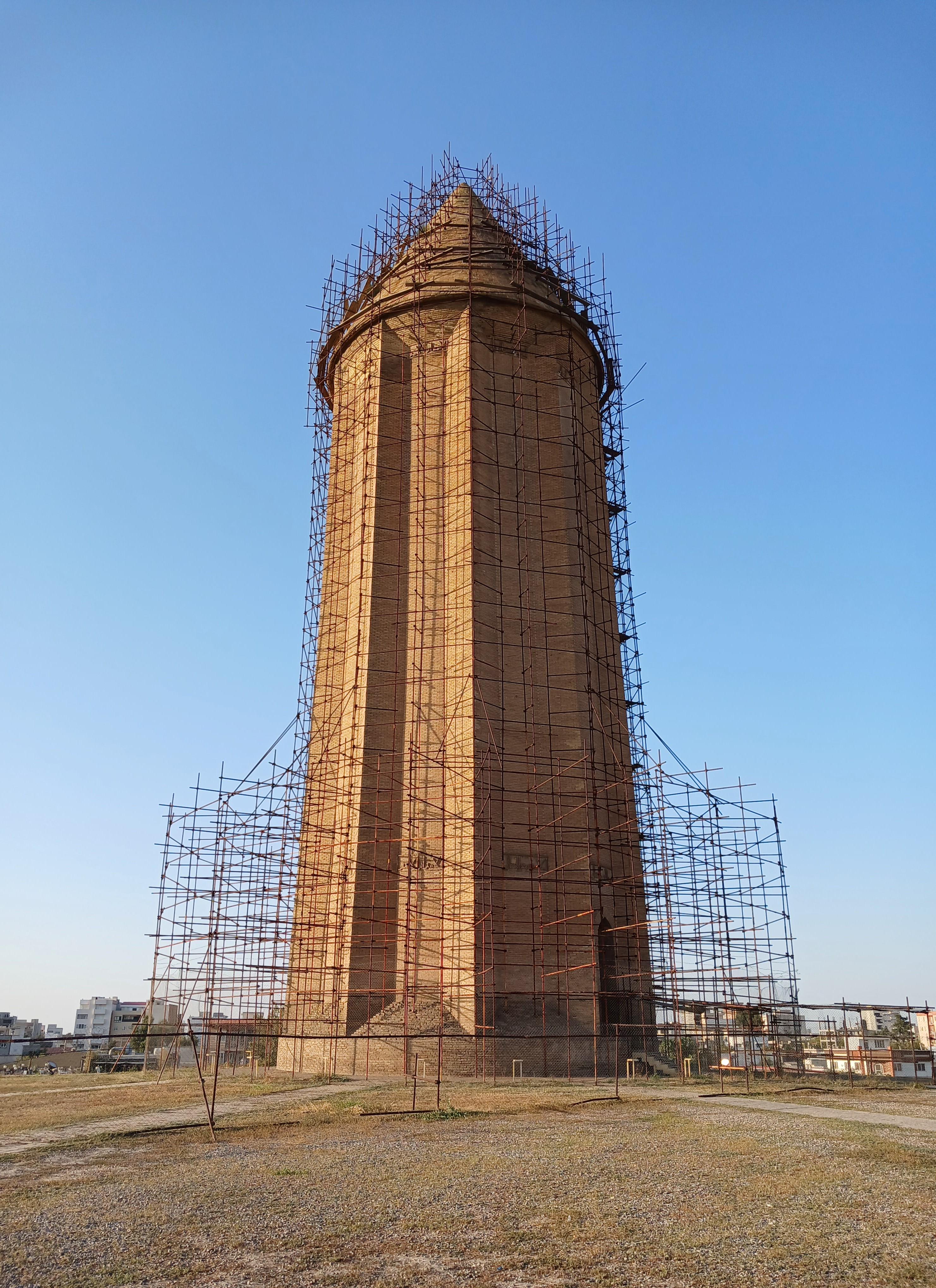
برای مرمت گنبد داربستی به دور بنا بسته شده که از زیبایی برج کاسته است.

گنبد قابوس در ۱۵ دی ۱۳۱۰ شمسی (برابر ۶ ژانویهٔ ۱۹۳۲ میلادی) با شمارهٔ ۸۶ در میان آثار ملی ایران ثبت گردید. بر اساس قانون حفظ آثار ملی (۱۳۰۹) تحت محافظت است و  هرگونه مداخله از جمله تحقیقات باستان‌شناسی در این ملک ممنوع است. مرمت و نگهداری از آثار محوطه باید مورد تأیید سازمان میراث فرهنگی، صنایع دستی و گردشگری ایران قرار گیرد. برج آرامگاه و محوطهٔ اطراف آن بر اساس طرح جامع شهرک گنبد قابوس (۱۳۶۸) و طرح تفصیلی آن (۱۳۸۸) که با هدف حفظ ویژگی‌های تاریخی و بصری شهر تصویب شد، توسط شهرداری و میراث فرهنگی مشترکاً مدیریت می‌شوند. اقدامات حفاظتی کنترل ارتفاعات در منطقهٔ حائل و منطقهٔ چشم‌انداز نیز توسط طرح جامع پشتیبانی می‌شود.
این بنا همچنین به تاریخ ۱۰ تیر ۱۳۹۱ شمسی (برابر ۳۰ ژوئیه ۲۰۱۲ میلادی) در همایش سی و ششم یونسکو، که در سن پترزبورگ برگزار می‌شد، در زمرهٔ فهرست میراث جهانی ثبت گردید و پانزدهمین اثر تاریخی ایران در این فهرست شد؛ این سازه معیارهای فرهنگی یکم، دوم، سوم و چهارم میراث جهانی را دارد.
رطوبت، وجود سوسک بال‌آتشین، ترک‌خوردگی در اثر عبور وسایل نقلیهٔ سنگین، ساخت‌وساز در حریم برج، گلسنگ، فضولات کبوترها و گردهٔ گیاهان، باران‌های اسیدی، پرواز بالگرد بر فراز برج که باعث ارتعاش سازه می‌شود، نشست موضعی و رانش جزئی از معضلات مرمت و نگهداری برج قابوس هستند.
در یک پژوهش دانشگاهی که در سال ۱۴۰۱ شمسی انجام شد، ۹ گروه از ارگانیسم‌ها به‌عنوان عوامل زیستی فرسودگی بنا شناسایی شدند که شامل باکتری‌ها، سیانوباکترها و جلبک‌ها، قارچ‌ها، گلسنگ‌ها، خزه‌ها، گیاهان و همچنین حشرات و جانوران کوچک اعم از زنبور، سوسک‌ها و پرندگان می‌شدند. مهم‌ترین آسیب‌هایی که این عوامل روی بستر آجری بنا گذاشته‌اند، شامل تغییر رنگ و از بین بردن جنبهٔ زیبایی، نفوذ در بین ترک‌ها و شکاف‌ها و آسیب فیزیکی و تجزیهٔ بیوشیمیایی است.

### رطوبت

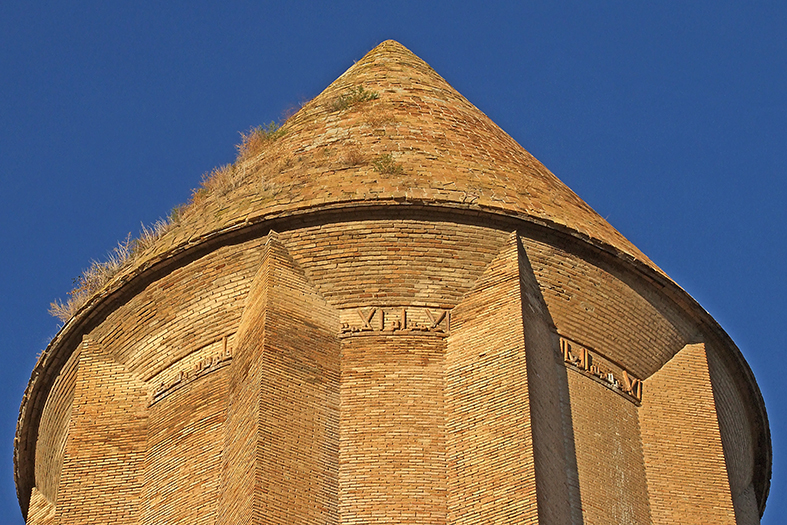
جزئیات گنبد مخروطی که علف هرز روی آن قابل مشاهده است.

محمدکریم متقی، کارشناس مرمت بناهای تاریخی، می‌گوید «برج قابوس یک اثر سردابی است» و «داخل برج قابوس در بخش میانی کف آجری، دریچه‌ای به قطر ۲۰ سانتیمتر وجود داشت که من ۵۵ سال پیش شانس دیدن آن را داشتم.»
او معتقدست رطوبت درون سرداب حبس شده و طبق قوانین فیزیک به سمت بالا نیل می‌کند و از دیوارهٔ داخلی سرداب بالا آمده و پس از آن که به ارتفاع ۱۵ متری، یعنی سطح بالای تپه رسید، دور ازاره را می‌پوشاند. رطوبت مسیر دیگری هم دارد که حاصل بارش است و به شکل نزولی از لبه‌های طره بالای برج به سمت بدنهٔ آجرچینی‌شدهٔ تزیینات سازه‌ای که در بالای ازاره قرار دارند، روان می‌شود. به همین دلیل این بخش از برج قابوس همیشه بیش از سایر بخش‌ها مرطوب است. پیش‌تر تلاش‌هایی صورت گرفت تا با استفاده از کانال‌های ناکش، رطوبت را کاهش دهند که موفق نبوده‌است. متقی مدعی است که این رطوبت می‌تواند باعث تخریب برج گردد: «در اثر تغییرات دمای روزانه و رطوبت، ملات‌ها را خشک و مرطوب کرده و چرخش باد موجب فرسایش در ضعیف‌ترین بخش بدنهٔ برج می‌شود که آثار آن به صورت ریزش بین ملات در برج ظاهر می‌شود.»
از سال ۱۳۹۸ شمسی پروژه‌ای برای مرمت برج آغاز شد که همچنان ادامه دارد. داربست فلزی که به دور بنا کشیده شده، زنگ زده و فرسوده شده‌است لیکن مرمت بنا انجام نپذیرفت. عبدالمجید نورتقانی، مدیر این پایگاه، در سال ۱۴۰۲ به خبرگزاری فارس گفت: «قسمت مخروطی گنبد قابوس از مجموع پنج‌هزار آجر ارزشمند و تاریخی تشکیل شده که ۱۵۰۰ آجر این قسمت نیاز به مرمت اساسی دارد و طبق برآورد هزینه‌های امسال به ۱۴ میلیارد تومان اعتبار نیاز است. تعمیر یا ساخت آجرهای مشابه با همان کیفیت اصلی آجرهای تاریخی و جایگزین‌کردن آن و انسجام پایین سازه این بنا حداقل به دو سال زمان نیاز دارد.» او بودجهٔ برج قابوس در سال ۱۴۰۰ را ۳ میلیارد و ۶۰۰ میلیون ریال و در سال ۱۴۰۱ این مبلغ را ۲ میلیارد و ۵۰۰ میلیون ریال اعلام کرد.